# 望月玲子
望月 玲子（もちづき れいこ、6月20日 - ）は、日本の漫画家。静岡県出身。國學院大學文学部文学科卒。
1983年、『LaLa』（白泉社）に掲載された「アバンGALど・ろーど」でデビュー。
現在は、長編のロマンス小説のコミック化などを手がける。

## 作品リスト
- カレイドスコープ
- ベラドンナ
- Mr.G.Lを探して
- 花嵐
- 恋愛系青二才の冒険
- 七月はKierkegaard
- ムーンストーンの庭
- ロマンチック・バーバリアンズ
- 優しい月
- HEAT EDGE（全3巻）
- 迷宮の香り
- LOVE ORDER 200X（全4巻）
- ガラスの回廊
- 裸足でお散歩（全2巻）
- ハートにタンブリング
- DONTO EXCUSE ME!（全3巻）
- カノちゃんのユーガな種（全4巻）
- Patient Flowers
- ハート・チャンネル
- ハートをクリック!
- HEART PARADOX
- 麿の酩酊事件簿（全2巻、原作：高田紫欄）
- ヴァルダ 迷宮の貴婦人 望月玲子自選傑作集
- 魔性の螺旋 望月玲子自選ミステリー傑作集
- 幻の四重奏 赤川次郎ミステリーコレクション12（原作：赤川次郎）
- タケコさんの恋人（全12巻・全6巻）
- 新・タケコさんの恋人（全5巻・文庫全3巻）
- タケコさんの恋人21（全5巻）
- 愛は勘定にいれません
- ダイヤモンド・ダスト
- BUB [BACK UP BROTHERS]（全2巻）
- 鳥類学者のファンタジア（全2巻、原作：奥泉光）
- はなびじん（全3巻）

【長編ロマンスコミックス】
- 高慢と偏見（全2巻、原作：ジェーン・オースティン）
- ロイヤルウエディング
- 薔薇の恋 百合の恋 ～分別と多感～（原作：ジェーン・オースティン）
- 黄金郷の伯爵（原作：アン・ハンプソン）
- 紅のシークと囚われの美女（原作：ナーン・ライアン）
- 口づけはさりげなく（原作：ジョスリン・デイ）
- 公爵と愛の光（原作：バーバラ・カートランド）
- 魔術師と花冠の姫
- 侯爵と秘密の恋
- 琥珀の王と首飾り
- 海賊王と竜紋章の姫/子爵と恋のクリノリン
- 翡翠の王と瑠璃の姫

### 漫画以外の作品
- 気むずかしい林檎 生きるリクツ（詩集）
- LOVE ENDROLL